# 14 Samodzielna Armia Obrony Powietrznej
14 Samodzielna Armia Obrony Powietrznej – związek operacyjny Sił Zbrojnych ZSRR.

## Zmiany organizacyjne
W wyniku kolejnych reorganizacji przeformowana w 14 Armię Lotniczą i Obrony Powietrznej Federacji Rosyjskiej. Nowy związek operacyjny skupiał jednostki lotnicze i siły lądowej obrony powietrznej dyslokowane w rejonie Syberyjskiego Okręgu Wojskowego. W 2010 posiadał 56 bombowców Su-24, 40 samolotów szturmowych Su-25, 39 myśliwców przechwytujących MiG-31, 46 myśliwców MiG-29, 29 samolotów rozpoznawczych Su-24MR, a także samoloty transportowe i śmigłowce różnego przeznaczenia.

## Struktura organizacyjna
W latach 1991–1992
- dowództwo – Nowosybirsk

korpusy i dywizje OP
- 38 Amurski Korpus Obrony Powietrznej – Nowosybirsk
- 39 Korpus Obrony Powietrznej – Krasnojarsk
- 50 Korpus Obrony Powietrznej – Czyta
- 56 Korpus Obrony Powietrznej – Semipałatyńsk
- 41 Dywizja Obrony Powietrznej – Nowosybirsk
- 16 Dywizja Obrony Powietrznej – Samarkanda

lotnictwo myśliwskie OP
- 22 pułk lotnictwa myśliwskiego – Borzja
- 64 pułk lotnictwa myśliwskiego – Omsk (rozformowany w 1991)
- 350 pułk lotnictwa myśliwskiego – Bratsk
- 356 pułk lotnictwa myśliwskiego – Sempałatyńsk
- 712 pułk lotnictwa myśliwskiego – Kańsk
- 812 pułk lotnictwa myśliwskiego – Alejsk
- 813 pułk lotnictwa myśliwskiego – Nowosybirsk
- 849 pułk lotnictwa myśliwskiego – Kupino

W 2010
- 26 Gwardyjska Dywizja Obrony Powietrznej
- 41 Dywizja Obrony Powietrznej
- 21 Mieszana Dywizja Lotnicza.